# Behonne
Behonne település Franciaországban, Meuse megyében. Lakosainak száma 603 fő (2022. január 1.). Behonne Bar-le-Duc, Chardogne, Fains-Véel, Naives-Rosières és Vavincourt községekkel határos.

## Népesség
A település népességének változása:
| Lakosok száma | 338  | 818  | 848  | 698  | 643  | 627  | 609  | 608  | 607  | 603  |
|               | 1968 | 1982 | 1990 | 2006 | 2013 | 2015 | 2017 | 2019 | 2020 | 2022 |